# Knut Nyblom
Knut Magnus Nyblom, född 13 juni 1870 i Uppsala, död 28 december 1949 i Hedvig Eleonora församling i  Stockholm, var en svensk skriftställare, regissör, skådespelare, operettsångare, kompositör och sångtextförfattare.  Han var även verksam under pseudonymen "Manasse".

## Biografi
Efter studentexamen i Uppsala 1888 studerade han juridik vid Uppsala universitet samt sjöng i Orphei Drängar, vars historiograf han var under många år.
Nyblom studerade vid Dramatens elevskola 1893–1895, och arbetade sedan som skådespelare och regissör vid flera stockholmsteatrar, 1898–1903 och 1905–1925 var han skådespelare och regissör vid Albert Ranfts scener, från 1908 var han regissör vid Vasateatern. 1903–1905 företog han som sångare till luta framgångsrika turnéer i Skandinavien och Finland och organiserade flera nordiska studentsångarfärder från Uppsala. Han var en av de drivande krafterna bakom Svenska flaggans dag och från 1918 ordförande i dess verkställande utskott, samt från 1922 ordförande i Dramatiska och musikaliska artisternas pensionsförening.
Han skrev år 1934 texten till den välkända Hugo Alfvéns julsång ("Se, julens stjärna strålar klar").
Knut Nyblom var son till Carl Rupert Nyblom och Helena Nyblom. Han gifte sig 1900 med skådespelaren Eva Hamrin, född Swensson (1864–1931). Knut Nyblom är begravd på Uppsala gamla kyrkogård.

## Teater

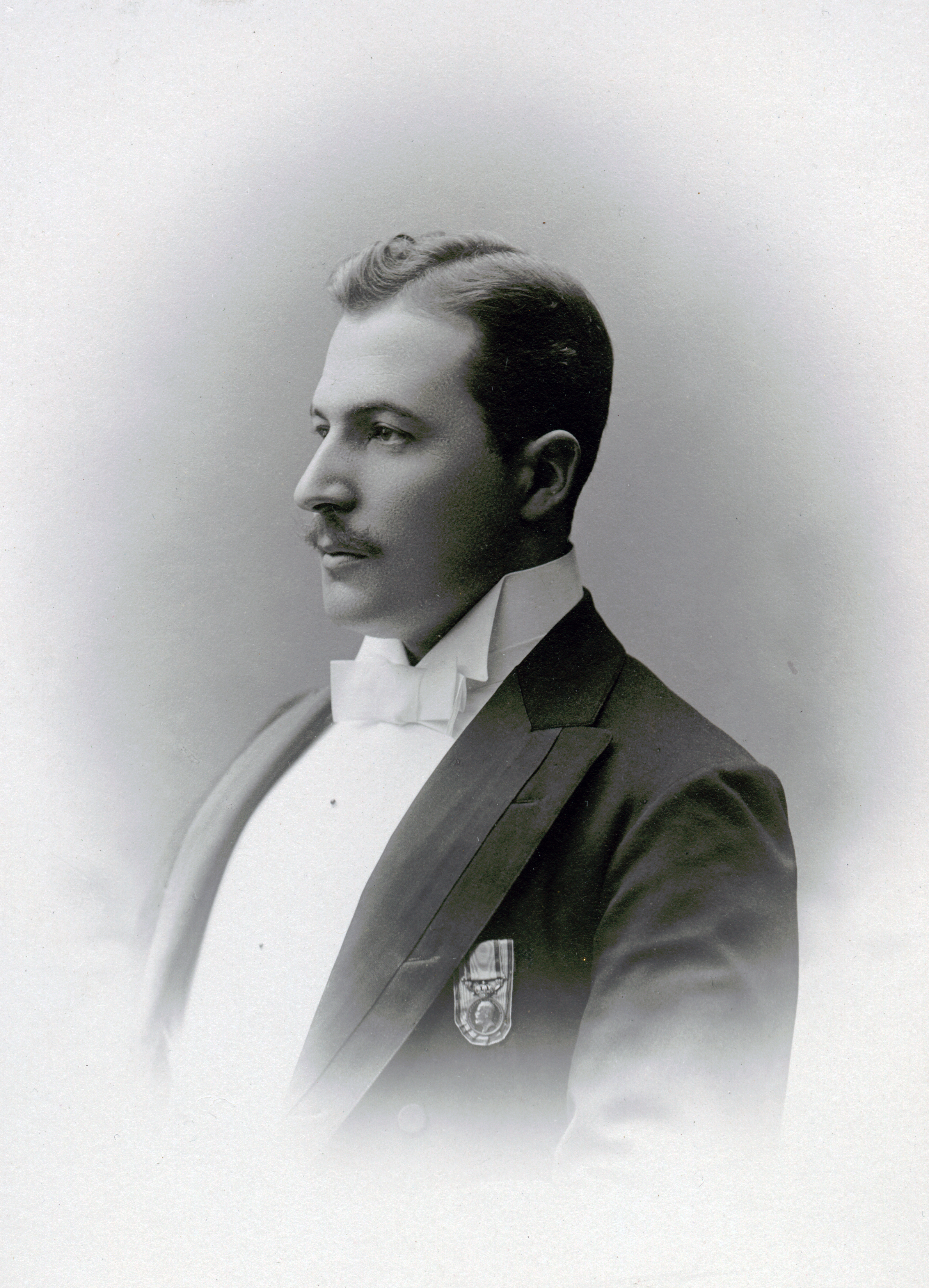
Knut Nyblom 1898.

### Roller (ej komplett)
| År   | Roll                            | Produktion                                           | Regi        | Teater          |
| ---- | ------------------------------- | ---------------------------------------------------- | ----------- | --------------- |
| 1898 | Reginald Fairfax Katana         | Geishan Sidney Jones, Owen Hall och Harry Greenbank  |             | Vasateatern     |
| 1900 | d'Alharède                      | Colinette G. Lenotre och Gabriel Martin              |             | Vasateatern     |
| 1902 | Sherlock Holmes, privatdetektiv | Sherlock Holmes Walter Christmas                     |             | Svenska teatern |
| 1906 | Häradshövdingen                 | Spindelväven Thore Blanche                           |             | Vasateatern     |
| 1906 | Adjunkten                       | Tant Cramers testamente Edgar Höijer                 |             | Vasateatern     |
| 1906 |                                 | Svärmor Léon Gandillot                               |             | Vasateatern     |
| 1907 | Kamrer Grot                     | Det skadar inte Frans Hedberg                        |             | Vasateatern     |
| 1907 |                                 | Cathérine Henri Lavedan                              |             | Vasateatern     |
| 1908 | Mr Fergus Crampton              | Man kan aldrig veta George Bernard Shaw              |             | Vasateatern     |
| 1908 |                                 | Har ni något att förtulla? Maurice Hennequin         |             | Vasateatern     |
| 1909 |                                 | Arsène Lupin Francis de Croisset och Maurice Leblanc | Knut Nyblom | Oscarsteatern   |
| 1910 | Hogson                          | English spoken Tristan Bernard                       | Knut Nyblom | Vasateatern     |
| 1911 | Robert Fay                      | Alias Jimmy Valentine Paul Armstrong                 | Knut Nyblom | Vasateatern     |

### Regi (ej komplett)
| År   | Produktion                                         | Upphovsmän                                                       | Teater                                                                                 |
| ---- | -------------------------------------------------- | ---------------------------------------------------------------- | -------------------------------------------------------------------------------------- |
| 1906 | Älskaren från Brasilien                            | Lucien Armont                                                    | Vasateatern                                                                            |
| 1907 | Fernands giftermål                                 | Georges Feydeau                                                  | Vasateatern                                                                            |
| 1908 | Bland bålde riddersmän When Knights Were Bold      | Harriett Jay                                                     | Vasateatern                                                                            |
| 1909 | Arsène Lupin                                       | Francis de Croisset och Maurice Leblanc                          | Oscarsteatern                                                                          |
| 1910 | Sendraget Le coup de fouet                         | Maurice Hennequin                                                | Vasateatern                                                                            |
| 1910 | Den mörka punkten Der dunkle Punkt                 | Gustav Kadelburg och Rudolf Presber                              | Vasateatern                                                                            |
| 1910 | Löjtnanten som förmyndare                          | Leo Walter Stein                                                 | Vasateatern                                                                            |
| 1910 | Utan inbjudningskort Le danseur inconnu            | Tristan Bernard Översättning Herman A. Ring                      | Vasateatern                                                                            |
| 1910 | English spoken                                     | Tristan Bernard                                                  | Vasateatern                                                                            |
| 1911 | Alias Jimmy Valentine                              | Paul Armstrong Översättning Hugo Valentin                        | Vasateatern                                                                            |
| 1911 | Coralie och Co                                     | Maurice Hennequin och Albin Valabrègue                           | Vasateatern                                                                            |
| 1911 | Silkesstrumpan                                     | Algot Sandberg                                                   | Vasateatern                                                                            |
| 1911 | Buridans åsna L'ane de Buridan                     | Robert de Flers och Gaston Arman de Caillavet                    | Vasateatern                                                                            |
| 1911 | Ballongen                                          | Paul Armont och Nicolas Nancey Översättning Johan Grönstedt      | Vasateatern                                                                            |
| 1911 | 1.000.000 Le million                               | Georges Berr och Marcel Guillemand Översättning Johan Grönstedt  | Vasateatern                                                                            |
| 1912 | Leda och svanen                                    | Algot Sandberg                                                   | Vasateatern                                                                            |
| 1912 | Lilla kaféet                                       | Tristan Bernard                                                  | Vasateatern                                                                            |
| 1912 | Allt för firman                                    | Maurice Hennequin                                                | Djurgårdsteatern                                                                       |
| 1912 | Kommanditbolaget Wall, Berger & C:o                | Einar Fröberg                                                    | Vasateatern                                                                            |
| 1912 | Den nakna sanningen The Naked Truth                | George Paston och W.B. Maxwell                                   | Vasateatern                                                                            |
| 1912 | Hur man vinner en man The Lottery Man              | Rida Johnson-Young Översättning Axel Wijkander                   | Vasateatern                                                                            |
| 1913 | Min herr far                                       | Franz Arnold och Victor Arnold                                   | Vasateatern                                                                            |
| 1913 | Som man är klädd...                                | Gábor Drégely                                                    | Vasateatern                                                                            |
| 1913 | Ett modernt äktenskap                              | Raoul Auernheimer Översättning Gustaf Linden                     | Vasateatern                                                                            |
| 1913 | Amatörtjuven Raffles, The Amateur Cracksman        | E. W. Hornung och Eugene Presbrey Översättning Erik Haneson      | Vasateatern                                                                            |
| 1914 | Affären Costa Negra                                | Gustaf Janson                                                    | Vasateatern                                                                            |
| 1914 | Kontanter Ready Money                              | James H. Montgomery                                              | Vasateatern                                                                            |
| 1914 | Spanska flugan Die spanische Fliege                | Franz Arnold och Ernst Bach Översättning Algot Sandberg          | Vasateatern                                                                            |
| 1914 | Kompanjonen                                        | Adolph L'Arronge                                                 | Vasateatern                                                                            |
| 1914 | Dygdens belöning                                   | Hans Sturm                                                       | Vasateatern                                                                            |
| 1914 | När fruarna resa La part du feu                    | André Monetzi-Eon och Nicolas Nancey                             | Vasateatern                                                                            |
| 1914 | Trötte Teodor Der müde Teodor                      | Max Neal och Max Ferner                                          | Vasateatern                                                                            |
| 1915 | Försvarsadvokaten                                  | Ferenc Molnár Översättning Björn Halldén                         | Vasateatern                                                                            |
| 1916 | Annonsera! It Pays To Advertise                    | Roi Cooper Megrue och Walter Hackett Översättning Algot Sandberg | Vasateatern                                                                            |
| 1916 | Krigsäran Les honneurs de la guerre                | Maurice Hennequin Översättning Gunnar Klintberg                  | Vasateatern                                                                            |
| 1916 | Lilla tuttenuttan                                  | Anthony L. Ellis Översättning Nalle Halldén                      | Vasateatern                                                                            |
| 1917 | Efter skilsmässan                                  | Algot Sandberg                                                   | Vasateatern                                                                            |
| 1917 | Diamanten                                          | Horace Hedges och Wigney Percyval                                | Vasateatern                                                                            |
| 1917 | Fru Carolines friare Caroline                      | Somerset Maugham Översättning Hugo Vallentin                     | Vasateatern                                                                            |
| 1917 | Fru Marjolins gudson                               | Maurice Hennequin, Pierre Veber och Henry de Gorsse              | Vasateatern                                                                            |
| 1917 | Pultronen                                          | Lechmere Worrall och Harold Terry Översättning Knut Nyblom       | Vasateatern                                                                            |
| 1917 | Lilla yrhättan Please Help Emily                   | H. M. Harwood                                                    | Vasateatern                                                                            |
| 1917 | Dollarmiljonen                                     | Anders Eje                                                       | Vasateatern                                                                            |
| 1917 | Victor Lundbergs barn                              | Hans Sturm                                                       | Vasateatern                                                                            |
| 1918 | Provryttaren                                       | Emmerich Földes                                                  | Vasateatern                                                                            |
| 1918 | Äkta man mot sin vilja                             | André de Lorde                                                   | Vasateatern                                                                            |
| 1918 | Häxmästaren                                        | Georges Berr och Louis Verneuil                                  | Vasateatern                                                                            |
| 1918 | Mekaniska fröken                                   | Anders Eje                                                       | Vasateatern                                                                            |
| 1918 | Damen från bion                                    | Nicolas Nancey och Jean Rieux                                    | Vasateatern                                                                            |
| 1918 | Den bättre hälften                                 | Franz Arnold och Ernst Bach                                      | Vasateatern                                                                            |
| 1919 | 360 kvinnor                                        | Johannes Berliner                                                | Vasateatern                                                                            |
| 1919 | En ostyrig hustru                                  | Edgar Selwyn                                                     | Vasateatern                                                                            |
| 1919 | Skratta Pajazzo                                    | Salisbury Field och Margaret Mayo                                | Vasateatern                                                                            |
| 1919 | Hertiginnans halsband                              | Wolfgang Polaczek och Hugo Schönbrunn Översättning Knut Nyblom   | Vasateatern                                                                            |
| 1920 | Rena rama sanningen                                | James H. Montgomery                                              | Vasateatern                                                                            |
| 1920 | Greven av Monte Christo                            | Max Neal och Max Ferner                                          | Vasateatern                                                                            |
| 1920 | Ska vi - eller inte?                               | Jens Locher                                                      | Vasateatern                                                                            |
| 1920 | Mrs Taradines inkvartering                         | F. Tennyson Jesse och Harold Marsh Harwood                       | Vasateatern                                                                            |
| 1921 | Flickorna Bouverels man                            | Paul Armont och Marcel Gerbidon                                  | Vasateatern                                                                            |
| 1921 | Hon gav dig ögon                                   | Maurice Hennequin och Pierre Veber                               | Vasateatern                                                                            |
| 1921 | Dansflugan                                         | Marcel Gerbidon och Paul Armont                                  | Vasateatern                                                                            |
| 1921 | Jag måste ha Adrienne Pour avoir Adrienne          | Louis Verneuil                                                   | Vasateatern                                                                            |
| 1922 | Skilsmässans villervalla                           | Eugen Burg och Otto Härtling                                     | Vasateatern                                                                            |
| 1922 | Varulven                                           | Angelo Cana                                                      | Vasateatern                                                                            |
| 1922 | Moderna fruar                                      | Algot Sandberg                                                   | Vasateatern                                                                            |
| 1922 | Tre tjuvar                                         | Umberto Notari                                                   | Vasateatern, regi tillsammans med Gunnar Tolnaess                                      |
| 1922 | Durand och Durand                                  | Maurice Ordonneau och Albin Valabrègue                           | Vasateatern                                                                            |
| 1922 | Mollusken                                          | Hubert Henry Davies                                              | Vasateatern                                                                            |
| 1923 | Det stängda paradiset                              | Maurice Hennequin                                                | Vasateatern                                                                            |
| 1923 | Andra bröllopsnatten La seconde nuit de noces      | Maurice Hennequin Översättning Einar Fröberg                     | Vasateatern                                                                            |
| 1923 | Bläckplumpen                                       | Ernest Vaida                                                     | Vasateatern                                                                            |
| 1923 | Hasard Banco                                       | Alfred Savoir                                                    | Vasateatern                                                                            |
| 1923 | Jag är skyldig dig en hustru                       | Yves Mirande och Henri Géroule                                   | Vasateatern                                                                            |
| 1923 | Fruar på krigsstråt                                | Georges Feydeau                                                  | Vasateatern                                                                            |
| 1924 | Min sällskapsdam                                   | André Picard                                                     | Vasateatern                                                                            |
| 1924 | På hal is                                          | Franz Arnold och Ernst Bach                                      | Vasateatern                                                                            |
| 1924 | Krokodilen                                         | Karl Strecker                                                    | Vasateatern                                                                            |
| 1924 | Lilla Busses bröllop                               | Richard Kessler                                                  | Vasateatern                                                                            |
| 1924 | Hans oäkta dotter                                  | Pierre Chaine                                                    | Vasateatern                                                                            |
| 1925 | Ett felsteg                                        | Eugen Burg och Louis Taufstein                                   | Vasateatern                                                                            |
| 1925 | Kvitt eller dubbelt                                | Theophilus Charlton                                              | Vasateatern                                                                            |
| 1925 | Kvinnan på fyrtio år                               | Sil-Vara                                                         | Vasateatern                                                                            |
| 1925 | Herrn som kommer klockan 5 Le Monsieur de 5 heures | Maurice Hennequin och Pierre Veber                               | Svenska teatern, Stockholm Flyttad till Vasateatern, regi tillsammans med Albert Ranft |

### Skönlitteratur
- "Kantat" uppförd vid välkomstfesten å Hasselbacken den 29 Maj för deltagarne i Första svenska musikfesten 1906 : med musik af flere på programmet uteglömda berömda mästare / diktad, arrangerad och uppförd af "Manasse". Stockholm. 1906. Libris 2942393
- Bohuslänningarnes sång : dikt och musik sjungen i Bohusläns Gille [i Stockholm] vid minnesfesten å Grand Hotel Roskildedagen d. 26 febr. 1908. Stockholm. 1908. Libris 3061221
- "Än klappar hjärtat" ... : studenthistorier / av Anders Eje [=Axel Essén], Sten Blad [=Åke Hasselblad] och Manasse. Stockholm: Åhlén & Åkerlund. 1921. Libris 1471864

### Varia
- Minne från Kungl. Dramatiska teaterns elevkurs, spelåret 1894-95. Upsala. 1895. Libris 2942394
- Upsalasångarnes Pariserfärd 1900 : minnen. Stockholm. 1900. Libris 1259669
- "Uppsala är bäst" : skolpojks- och studentminnen / upptecknade i glad oordning af Knut Nyblom "Manasse". Stockholm: Skoglund. 1908. Libris 1516619
- Ivar Eggert Hedenblad : en liten minnesskiss. Uppsala: Norblads bokh. 1910. Libris 1616430
- "Hör, I Orphei drängar!" : skildringar ur sångsällskapet O. D.:s sextioåriga lefnad 1853-1913. Uppsala: Almqvist & Wiksell i distr. 1913. Libris 1637824
- Gunnar Wennerberg. Populära körkompositörer, 99-1967773-6 ; 1. Stockholm: Elkan & Schildknecht, Emil Carelius. 1925. Libris 1486258
- Halfdan Kjerulf. Populära körkompositörer, 99-1967773-6 ; 3. Stockholm: Elkan & Schildknecht. 1926. Libris 1342029
- Jakob Axel Josephson. Populära körkompositörer, 99-1967773-6 ; 2. Stockholm: Elkan & Schildknecht, Emil Carelius. 1926. Libris 1342028
- Otto Lindblad. Populära körkompositörer ; 4. Stockholm: Elkan & Schildknecht. 1927. Libris 1342030
- Prins Gustaf. Populära körkompositörer, 99-1967773-6 ; 5. Stockholm. 1927. Libris 2838552
- August Söderman. Populära körkompositörer ; 6. Stockholm: Elkan & Schildknecht. 1928. Libris 1342032
- Hör, I Orphei drängar! : skildringar ur sångsällskapet O. D:s levnad 1913-1928 / af Knut Nyblom "Manasse". Uppsala & Stockholm: Almqvist & Wiksell. 1928. Libris 1341284
- OD : skildringar ur sångsällskapet Orphei drängars levnad. Uppsala: Sångsällskapet Orphei drängar. 1928-. Libris 885680
- Orphei drängar 1914-1935 : biografisk förteckning. Uppsala: Almqvist & Wiksell. 1935. Libris 1350399
- Högtidlighållandet av Svenska flaggans dag (utom Stockholm) den 6 juni 1939. Stockholm: Sv. tr.-ab. 1940. Libris 1374399
- Från Islandet i Uppsala på 1870-talet. Uppsala. 1942. Libris 2107194